# 岩国学校教育資料館
岩国学校教育資料館（いわくにがっこうきょういくしりょうかん）は、山口県岩国市岩国3丁目1-8にある博物館。1870年（明治3年）に岩国学校として竣工した建物を用いて、1972年（昭和47年）に教育資料館が開館した。建物は山口県指定文化財。

## 歴史

### 岩国学校時代

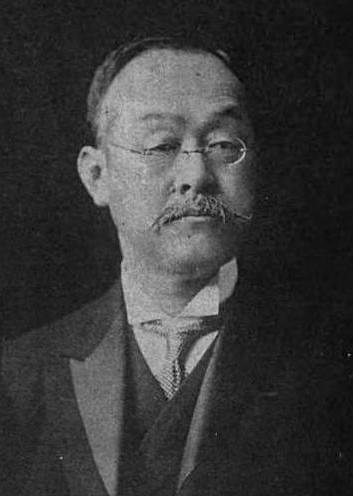
藤岡市助

1870年（明治3）年、岩国藩2代藩主の吉川経健によって、旧兵学校と旧文学校の組織を改めた藩立学校が設置され、1871年（明治4年）2月に錦見小学（岩国英国語学所、岩国学校）が開校した。
1884年（明治17年）、錦見小学は岩国小学校に改称した。岩国小学校で学んだ人物としては、藤岡市助（工学者・実業家）、田中稲城（帝国図書館初代館長）、大屋権平（鉄道官僚・土木技師）、山県修（造幣局技師）、国木田独歩（小説家）、宇野千代（小説家）などがいる。

### 教育資料館時代

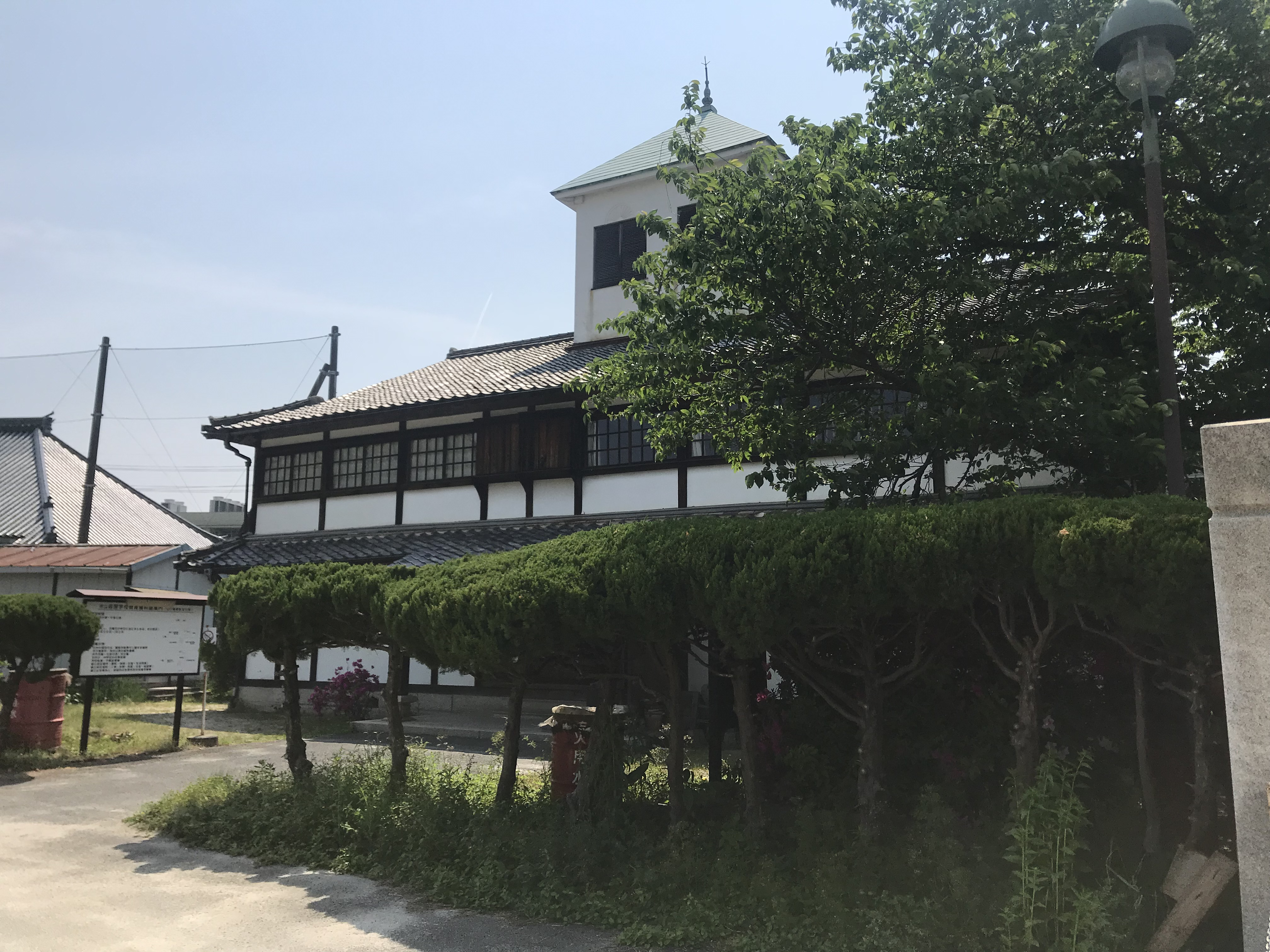
藤岡市助博士記念灯（右端）

1968年（昭和43年）には建築史家の村松貞次郎（東京大学助教授）による実地調査が行われ、明治初期の学校建築として高い価値を有する建物と評価された。明治初期の学校建築としては全国的に見て特異な様式であるとされ、1969年（昭和44年）12月5日には山口県有形文化財に指定された。
創立100周年記念事業として建物が解体修理され、1972年（昭和47年）2月に岩国学校教育資料館が発足、同年12月に岩国学校教育資料館が開館した。1979年（昭和54年）時点の入館者数は約7000人だった。
1878年（明治11年）に日本で初めてアーク灯を点灯させた藤岡市助を記念して、1999年（平成11年）には敷地入口に藤岡市助博士記念灯が設置された。2008年（平成20年）には「藤岡市助と岩国学校教育資料館」が電気学会による第1回電気技術顕彰に選定された。2018年度の入館者数は約3000人だった。
岩国市は新博物館の建設を計画しており、2023年（令和5年）3月31日には新博物館の基本設計が完了しているが、岩国学校教育資料館の展示機能は新博物館に集約される予定である。

## 建築
建物の設計者は不詳である。竣工当初の校舎は和風の木造2階建であり、1階が教室、2階が教員詰所だった。学制が発布された1872年（明治5年）にはアーチ窓などを有する洋風の3階部分を増築し、和洋折衷建築の現在の姿となった。2階の屋根をくりぬいて作った鐘楼は15m2であり、大壁造りの白漆喰仕上げである。鐘楼（塔屋）を学校建築に取り入れた初期の例であるとされ、朝・昼・夜に鐘が撞かれていた。

## 展示
「日本の電気の父」といわれる藤岡市助記念コーナーなどがあり、藤岡市助関連の史料は約3500点を所蔵している。岩国市が運営する博物館としては岩国学校教育資料館のほかに岩国徴古館などがある。岩国市の旧市域の小学校では、岩国学校教育資料館の社会見学を実施している。
1階

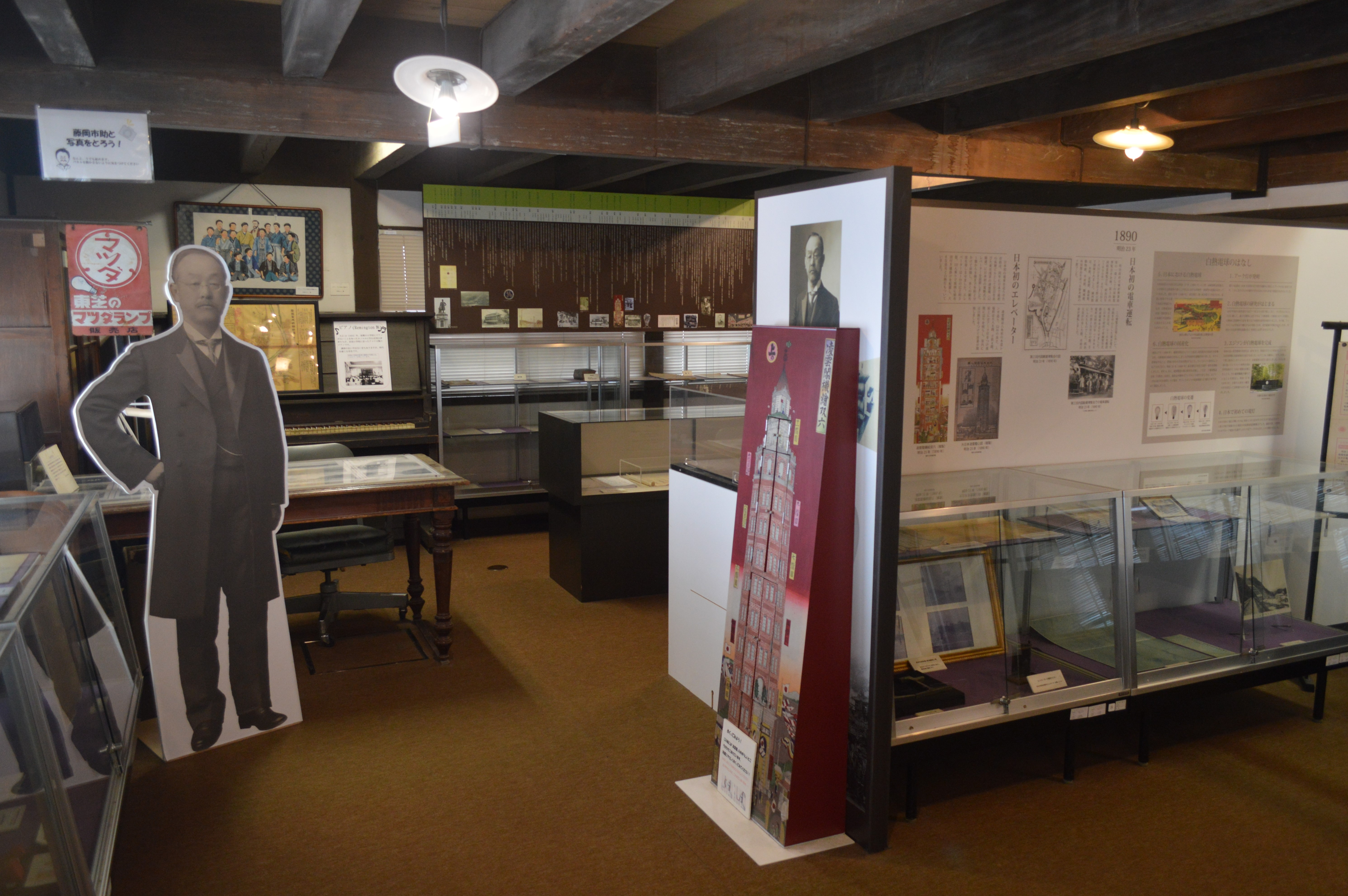
藤岡市助記念コーナー
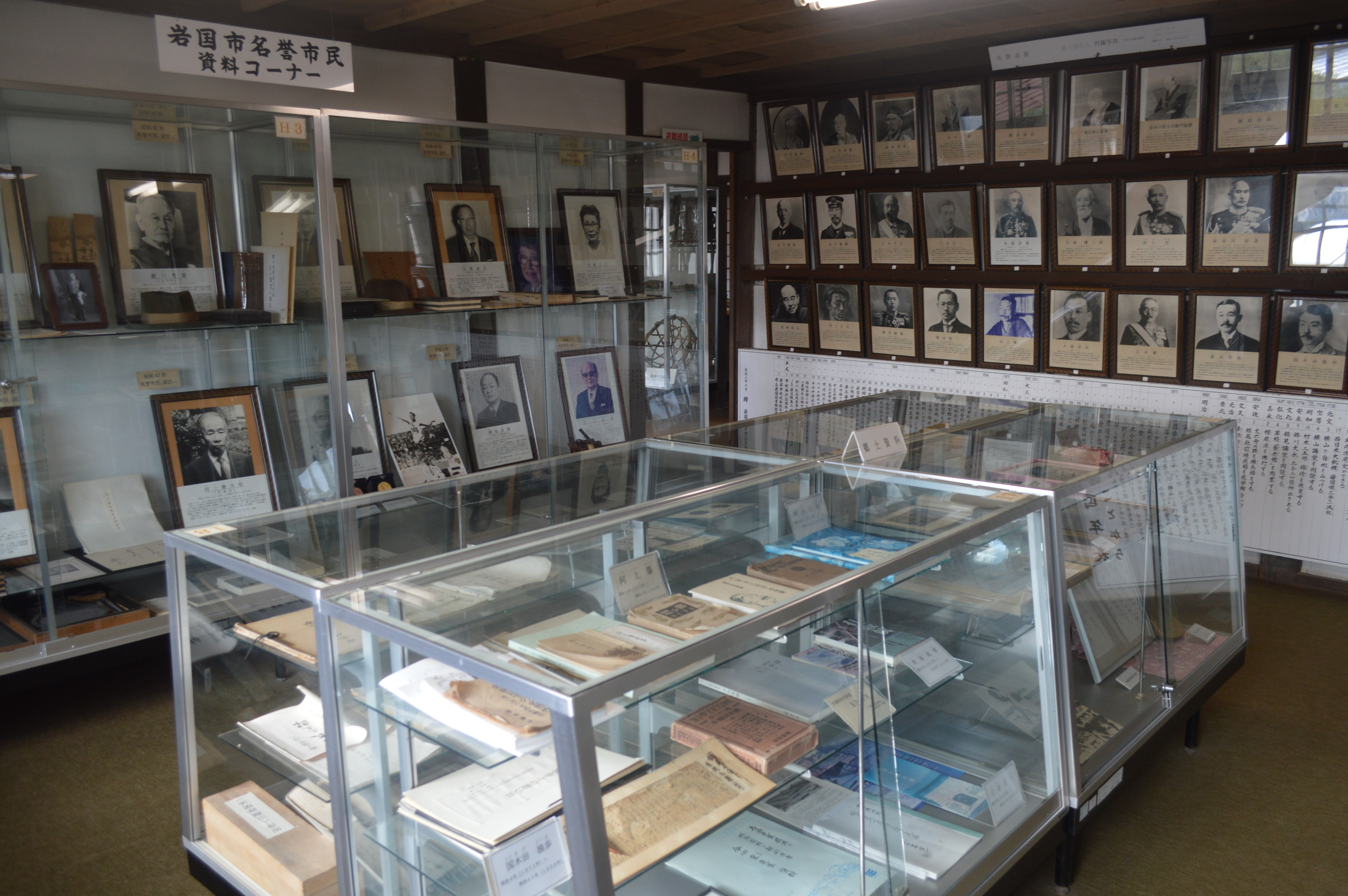
郷土資料室（2階）
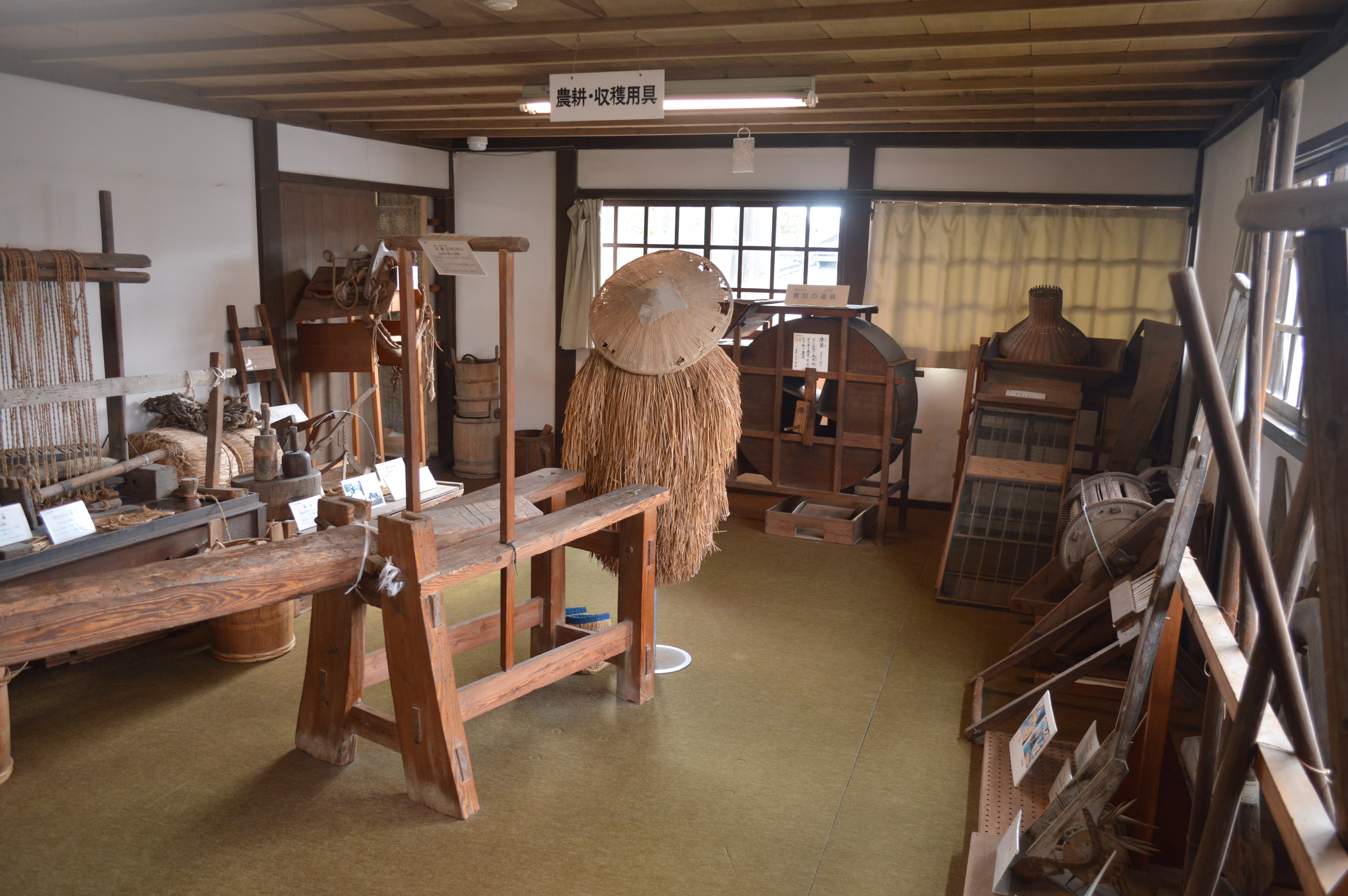
農耕・収穫用具展示室（2階）

- 教科書展示室
- 事務室

2階
- 郷土資料室
- 農耕・収穫用具展示室
- 生産・製糸用具展示室
- 和室

3階
- 鐘楼

- 藤岡市助記念コーナー（1階）
- 郷土資料室（2階）
- 農耕・収穫用具展示室（2階）

## 利用案内
入館料
- 無料

開館時間
- 9時から17時

休館日
- 月曜日、年末年始